# Curly Heads
Curly Heads – polski zespół wykonujący rock alternatywny i powstały w 2010 w Dąbrowie Górniczej. Skład zespołu tworzyli: Dawid Podsiadło, Oskar Bała, Tomasz Szuliński, Tomasz Skuta i Damian Lis.
21 października 2014 zespół wydał – nakładem wytwórni muzycznej Sony Music Entertainment Poland – swój debiutancki album studyjny pt. Ruby Dress Skinny Dog. Płytę promował singlem „Reconcile”, do którego zrealizował teledysk w reżyserii Doroty Piskor i z Marcinem Dorocińskim w roli głównej. Drugim singlem promującym album był utwór „Burning Down”.

## Dyskografia
Albumy
| Tytuł                 | Dane dot. albumu                                                        | Pozycja na liście | Sprzedaż        | Certyfikat         |
| Tytuł                 | Dane dot. albumu                                                        | POL               | Sprzedaż        | Certyfikat         |
| --------------------- | ----------------------------------------------------------------------- | ----------------- | --------------- | ------------------ |
| Ruby Dress Skinny Dog | - Data: 21 października 2014 - Wydawca: Sony Music Entertainment Poland | 4                 | - POL: 15 tys.+ | - POL: złota płyta |

Single
| Tytuł       | Rok  | Pozycja na liście | Album                 |
| Tytuł       | Rok  | LP3               | Album                 |
| ----------- | ---- | ----------------- | --------------------- |
| "Reconcile" | 2014 | 19                | Ruby Dress Skinny Dog |

Inne notowane utwory
| Tytuł          | Rok  | Pozycja na liście | Album                 |
| Tytuł          | Rok  | LP3               | Album                 |
| -------------- | ---- | ----------------- | --------------------- |
| "Diadre"       | 2014 | 23                | Ruby Dress Skinny Dog |
| "Burning Down" | 2015 | 29                | Ruby Dress Skinny Dog |

## Nagrody i wyróżnienia
| Rok  | Kategoria       | Tytułem               | Nagroda        | Nota      | Źródło |
| ---- | --------------- | --------------------- | -------------- | --------- | ------ |
| 2015 | Album roku rock | Ruby Dress Skinny Dog | Fryderyki 2015 | Nominacja | [ 10 ] |